# Саска-Маре
Саска-Маре (рум. Sasca Mare) — село у повіті Сучава в Румунії. Входить до складу комуни Корну-Лунчій.
Село розташоване на відстані 333 км на північ від Бухареста, 25 км на південь від Сучави, 113 км на захід від Ясс.

## Населення
За даними перепису населення 2002 року у селі проживали 683 особи, усі — румуни. Усі жителі села рідною мовою назвали румунську.